# دوخلة
قرية دوخلة وهي قرية تتبع مدينة هبهب وتقع في محافظة ديالى شرق العراق.